# Lola Marsh

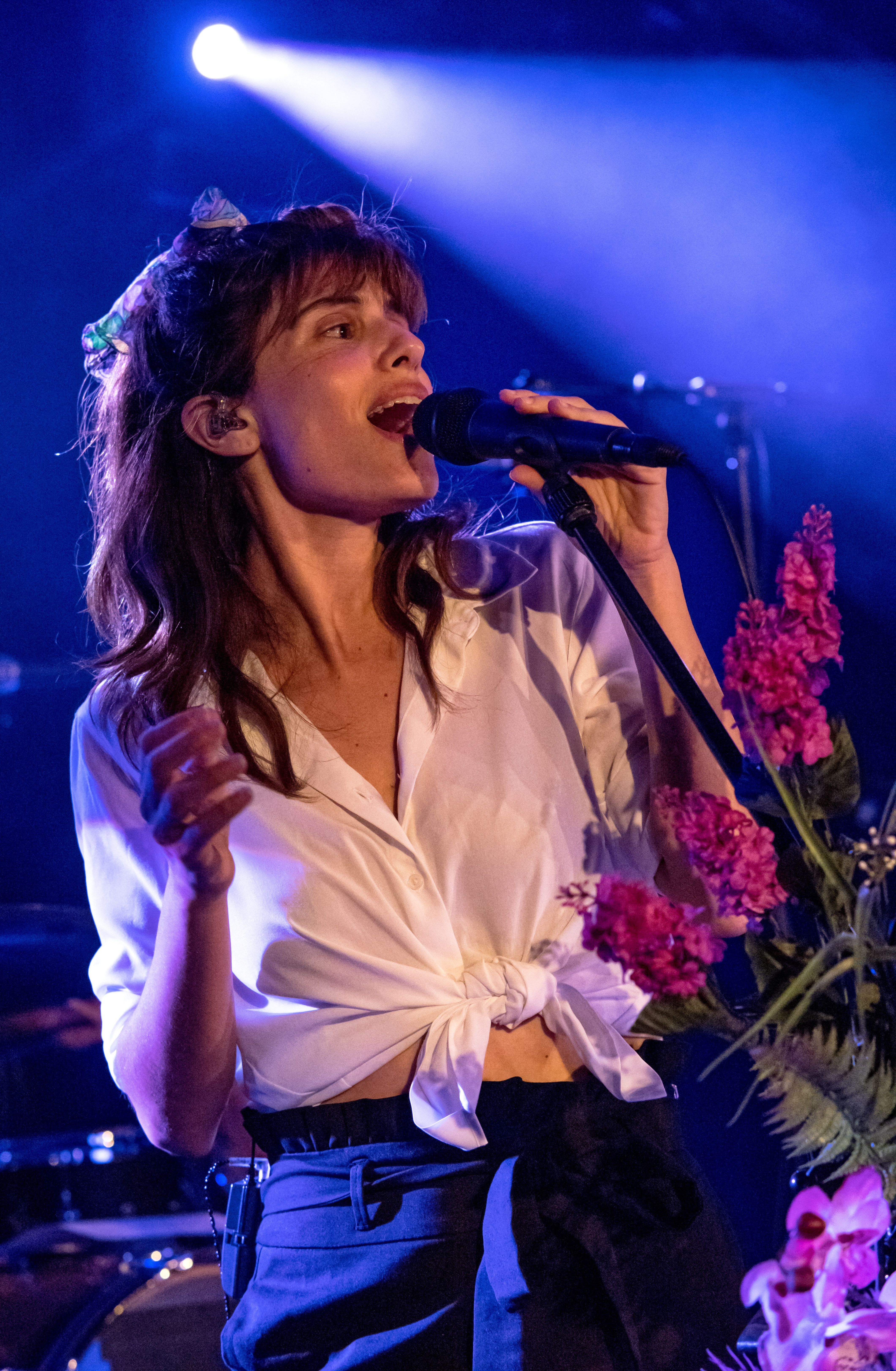
Lola Marsh Zelt-Musik-Festival 2018 Freiburg, Alemania

Lola Marsh es una banda de pop indie israelí originaria de Tel Aviv. La banda fue formada como dúo en el año 2013 por Gil Landau (guitarra y teclado) y Yael Shoshana Cohen (vocalista), y firmó rápidamente un contrato con la discográfica Anova Music. La banda publicó su primer EP, You're mine, bajo Universal Records-Barclay en enero de 2016.

## Carrera musical
Gil Landau y Yael Shoshana Cohen se conocieron en Tel Aviv a través de amigos en común. La primera idea de formar un grupo se concibió en febrero de 2011 durante el cumpleaños de Gil, cuando ambos cantaron ante sus amigos mientras Gil tocaba una vieja guitarra de su padre. Durante 18 meses compusieron, escriberon y grabaron las que serían sus futuras canciones, e intentaron expandir su sonido para atraer a mayor público. Mati Gilad (bajo), Rami Osservaser (guitarra y teclado) y Dekel Dvir (batería y sampler) se unieron poco después al proyecto musical. El grupo empezó a actuar en clubes locales y rápidamente firmaron por la discográfica local indie Anova Music.
La música de Lola Marsh combina voces profundas, cálidas y nostálgicas con letras sacadas del corazón y encantadoras melodías de guitarra.

Jason Grishkoff de Indie Shuffle describió la banda como: 
"Lola Marsh hace un magnífico trabajo de lento crecimiento y construcción... convirtiéndose poco a poco en algo hipnotizante que me tiene sin soltar el aliento a la espera de su álbum de debut."
La banda estrenó su primer sencillo "Sirens" en marzo de 2015 vía Nylon Magazine. Nylon dijo acerca del tema: "la primera canción de la banda de Tel Aviv ofrece un giro dulce dentro del sonido 'dulce pero rasposo' (sweet-yet-gritty) típico de la música indie. Parece hecha para la próxima película de Quentin Tarantino". "Sirens" obtuvo un buen recibimiento por parte del público, logrando alcanzar la 5.º posición en la lista de Spotify de las 10 pistas más virales en Estados Unidos. Posteriormente, la canción fue presentado en el programa de televisión estadounidense Scream.
El magnífico rendimiento del tema y las numerosas actuaciones en festivales consiguieron llamar la atención de los medios, y firmaron un contrato con Universal Music France and Sony ATV.
El segundo sencillo de la banda "You're Mine" se publicó en mayo de 2015 mediante Pigeons and Planes. Obtuvo alrededor de 6 millones de escuchas en Spotify y entró en su Top 3 de pistas más virales, al igual que en la clasificación de las 3 canciones más populares de Hype Machine.
El EP debut de Lola Marsh, titulado You're Mine, se publicó en enero de 2016, además de lanzar el videoclip del tema homónimo que fue dirigido por Colin Solal Cardo y producido por La Blogothèque.
En abril de 2016 la banda coescribió una canción original con Madsonik y Keith Power llamada "Drift and Fall Again", banda sonora de la película Criminal.
Su tercer sencillo, "She's a Rainbow", se publicó en mayo de 2016, canción que sería incluida en su primer álbum. Durante este mes, la banda hizo una pequeña gira de conciertos en las ciudades de Nueva York y Boston
En marzo de 2017, la banda presentó un nuevo sencillo llamado "Wishing Girl", un pegadizo tema de corte folk-country. Durante el mes de mayo actuaron durante el desfile del diseñador mexicano Marc Cain en Berlín, junto a artistas de la talla de Lena Meyer-Landrut.
A comienzos de junio lanzaron el sencillo "Morning Bells", un tema compuesto en memoria de los comienzos de la banda, donde se refleja la lucha por conseguir el sueño de hacer algo grande en el mundo de la música.
Días más tarde se puso a la venta su álbum debut, llamado Remember Roses, compuesto por 13 temas. Para promocionar su primer trabajo, la banda realizó un tour por distintas ciudades europeas y de Estados Unidos como Nueva York, Los Ángeles, San Francisco o Washington.
A comienzos de 2018, la banda continuó su gira, actuando en todo Israel, Bratislava, Múnich y distintas ciudades de Estados Unidos.

## Miembros
- Gil Landau - guitarra y vocalista.
- Yael Shoshana Cohen - vocalista principal y percusión.
- Mati Gilad - bajo y vocalista.
- Rami Osservaser - guitarra, teclado y vocalista.
- Dekel Dvir - batería y vocalista.
- Ido Brian Rivlin - teclado y vocalista.

## Discografía
Álbum
- Someday Tomorrow Maybe (2020)
- Remember Roses (2017)

EP
- You're Mine (2016)